# Pamplemousses

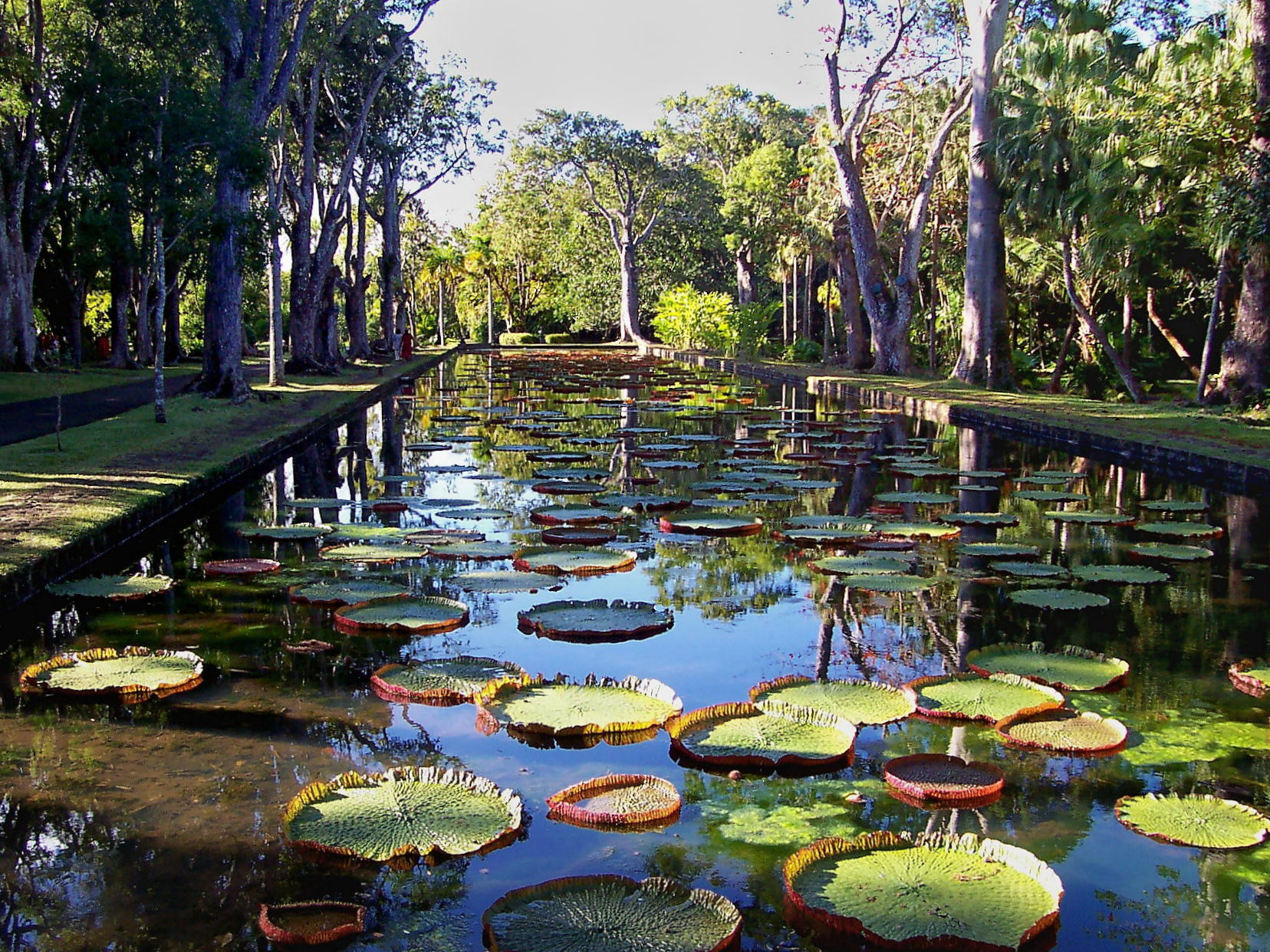
Els nenúfars gegants del Jardí de Pamplemousees

Pamplemousses és un districte del nord-est de l'Illa de Maurici
Hi destaquen espacialmens el que és el jardí botànic més notable de l'illa, el Jardin de Pamplemousses que data del segle xviii. El litoral del districte ofereix molts indrets d'interès turític, com la Badia de les Tortugues o al Badia de Tombeau, i sobretot la Punta dels Canoners amb les seves platges i els seus hotels, així com la platja de Trou-aux-Biches.
L'interior del districte de Pamplemousses és ric en natura salvatge amb el llac de La Nicolière.

## Personalitats
- Prosper d'Épinay, escultor, nascut a Pamplemousses
- Césarine d'Houdetot, dona de lletres, natural del districte
- Charles d'Houdetot, polític, natural de Pamplemousses
- Gaëtan de Rosnay, pintor, ha viscut a La Rosalie, barri de Pamplemousses ;
- Jean Chrysostome Janvier Monneron va morir a Pamplemousses.

## Places
El districte de Pamplemousses inclou diferents regions; tanmateix, algunes regions a més estan dividides en diferents suburbis.
- Arsenal
- Baie-du-Tombeau
- Belle Vue Maurel (Part sud, al Rivière du Rempart)
- Calebasses
- Congomah
- Crève-Cœur
- D'Épinay
- Fond du Sac
- Grand Baie (Part est, al Rivière du Rempart)
- Le Hochet
- Montagne Longue
- Mapou (Part nord al Rivière du Rempart)
- Morcellement Saint-André
- Notre-Dame
- Pamplemousses
- Piton (Part est, al Rivière du Rempart)
- Plaine-des-Papayes
- Pointe-aux-Piments
- Terre-Rouge
- Triolet
- Trou-aux-Biches
- Ville-Bague (Part est, al Rivière du Rempart)